# Хайнрих I Зигеберт фон Верд
Хайнрих I Зигеберт фон Верд (на немски: Heinrich I. von Werd Landgraf von Unterelsass; † пр. 5 февруари 1238) от род Валрамиди е граф на Верд (Château de Verdelles) и ландграф в Долен Елзас.
Той е големият син на Зигеберт IV († сл. 1226), ландграф в Елзас, граф фон Франкенбург-Верд, и съпругата му Аделхайд фон Риксинген от елзаския Нордгау. Брат му Дитрих Зигеберт († 1272) е граф на Риксинген, господар на Форбах и Маримонт.
Графството Верд се намира в Елзас, южно от Страсбург. Първите графове на Верд са доказани от 1189 г. и още преди 1200 г. имат титлата ландграф в Елзас. Те произлизат от графовете на Сарбрюкен (Сааргауграфове). Дворецът Верд се намира в Матценайм в Гранд Ест (бившия Елзас) в Североизточна Франция.

## Фамилия
Хайнрих I Зигеберт фон Верд се жени за Елизабет фон Монфор († сл. 3 декември 1269), вдовица на граф Манеголд фон Неленбург († 1229/1234), дъщеря на граф Хуго I фон Монфор-Брегенц († 1228) и Матилда фон Ванген († сл. 1218). Елизабет е сестра на Хайнрих I фон Монфор, епископ на Кур (1268 – 1272). Те имат един син:
- Хайнрих II Зигеберт фон Верд Постумус (* 1239; † 13 февруари 1278), от 1238 г. ландграф в Долен Елзас и граф на Верд, женен I. за Гертдруд фон Дике († 1266/1269); IIl. 1267/1269 г. за Берта фон Раполтщайн († сл. 1302)

Вдовицата му Елизабет фон Монфор се омъжва трети път 1239 г. за вилдграф Емих II фон Кирбург-Шмидтбург († 1284).